# Jerife de La Meca
Jerife de La Meca (en árabe, شریف مکة, šarīf Makka) o Jerife de Hiyaz (شريف الحجاز, šarīf al-Ḥiŷāz) fue el título que, desde la Alta Edad Media y hasta 1924, llevaron los regentes de las ciudades de La Meca y Medina, Arabia. La función del jerife era, en principio, la protección de los dos santos lugares del Islam y de los peregrinos que acuden a ellos.
La palabra jerife (sharif, en árabe) significa «noble» y se refiere a personas que son descendientes de Mahoma por medio de su hija Fátima y su primo (y yerno) Ali. En un sentido tribal también puede aplicarse a quien es protector de los miembros de la tribu o de un territorio. En el caso de los jerifes de La Meca se daban ambas características.
El título recayó desde 1201 en miembros de la familia de los hashimíes o hachemíes, quienes ejercerían el cargo hasta la desaparición del mismo. En 1517 el jerife de La Meca reconoció la autoridad del califa otomano, a pesar de lo cual los jerifes mantuvieron una amplia autonomía. 
En 1916 el último jerife, Husayn ibn Ali, y sus hijos capitanearon un levantamiento contra el poder otomano al que se daría el nombre de Rebelión Árabe y a resultas del cual la región del Hiyaz se convirtió en un Estado independiente. El jerife Husáyn se proclamó entonces califa. Sin embargo, en 1924 el Hiyaz fue ocupado por el clan de los Banu Saúd, regentes del vecino territorio de Nechd, en Arabia central. Los hachemíes fueron desalojados del poder y el Hiyaz anexionado al Nechd para formar el nuevo Estado de Arabia Saudí en 1932. La dinastía de los saudíes no es sharif (jerife), esto es, no desciende de Mahoma, por lo cual el monarca del nuevo Estado no podía reclamar para sí el título de jerife de La Meca. De este modo desapareció el título, que había existido ininterrumpidamente desde los primeros tiempos del Islam. En un intento de remediarlo, se creó de nuevo cuño la dignidad de guardián de los Santos Lugares, que va asociada a la figura del rey de Arabia Saudí.
- Datos: Q15109402